# Анрі Брокар
Анрі Брокар (фр. Brocard Henri, 12 травня 1845, Віньо (Мез) — 16 січня 1922, Лондон) — французький математик, фахівець у галузі геометрії трикутника та кола. Ряд геометричних образів, пов'язаних з трикутником та кругом, носить його ім'я. Склав один з найбільш докладних довідників  кривих.

## Роботи
- Henri Brocard, Étude d'un nouveau cercle du plan du triangle, Association française pour l'avancement des sciences, 10e session (Alger), 1881, p. 138.
- Henri Brocard, Nouvelles propriétés du triangle, Association française pour l'avancement des sciences, 12e session (Rouen), 1883, p. 188.
- Brocard, H. (1896) — " La spéléologie de la Meuse " [Архівовано 4 січня 2022 у Wayback Machine.], Spelunca, 1re série 5, Société de spéléologie, Paris, p. 14-27